# Municipio de Green Valley (Nebraska)
El municipio de Green Valley (en inglés: Green Valley Township) es un municipio ubicado en el condado de Holt en el estado estadounidense de Nebraska. En el año 2010 tenía una población de 79 habitantes y una densidad poblacional de 0,43 personas por km².

## Geografía
El municipio de Green Valley se encuentra ubicado en las coordenadas 42°26′12″N 99°7′5″O / 42.43667, -99.11806. Según la Oficina del Censo de los Estados Unidos, el municipio tiene una superficie total de 183.15 km², de la cual 182,5 km² corresponden a tierra firme y (0,35 %) 0,65 km² es agua.

## Demografía
Según el censo de 2010, había 79 personas residiendo en el municipio de Green Valley. La densidad de población era de 0,43 hab./km². De los 79 habitantes, el municipio de Green Valley estaba compuesto por el 98,73 % blancos y el 1,27 % eran de una mezcla de razas. Del total de la población el 0 % eran hispanos o latinos de cualquier raza.